# The Dangerous Summer
I The Dangerous Summer sono un gruppo musicale alternative rock statunitense formatosi a Ellicott City nel 2006. Attualmente sono sotto contratto con Rude Records.

## Formazione

### Formazione attuale
- AJ Perdomo – voce, basso (2006-2014, 2017-presente)
- Matt Kennedy – chitarra, cori (2012-2014, 2017-presente)
- Josh Withenshaw – chitarra (2021-presente; 2018-2019 come turnista)
- Christian Zawacki – batteria (2022-presente)

### Ex componenti
- Cody Payne – chitarra ritmica, cori (2006-2014)
- Bryan Czap – chitarra (2006-2012)
- Tyler Minsberg – batteria, percussioni (2006-2010, 2011)
- Ben Cato – batteria (2012-2014, 2017-2020)

### In tour
- Doug Rogells – batteria, percussioni
- Kyle Jordan Mueller – batteria, percussioni (2011-2012)
- Chris Kamrada – batteria, percussioni (2012)
- Alex Garcia – chitarra (2018)

## Discografia

### Album in studio
- 2009 – Reach for the Sun
- 2011 – An Acoustic Performance of "Reach for the Sun"
- 2011 – War Paint
- 2013 – Golden Record
- 2018 – The Dangerous Summer
- 2019 – Mother Nature
- 2022 – Coming Home
- 2024 – Gravity

### Album dal vivo
- 2010 – Live in Baltimore
- 2020 – Live in Baltimore 2019

### EP
- 2007 – There Is No Such Thing as Science
- 2007 – If You Could Only Keep Me Alive
- 2020 – All That Is Left of the Blue Sky